# محكمة الرايخ

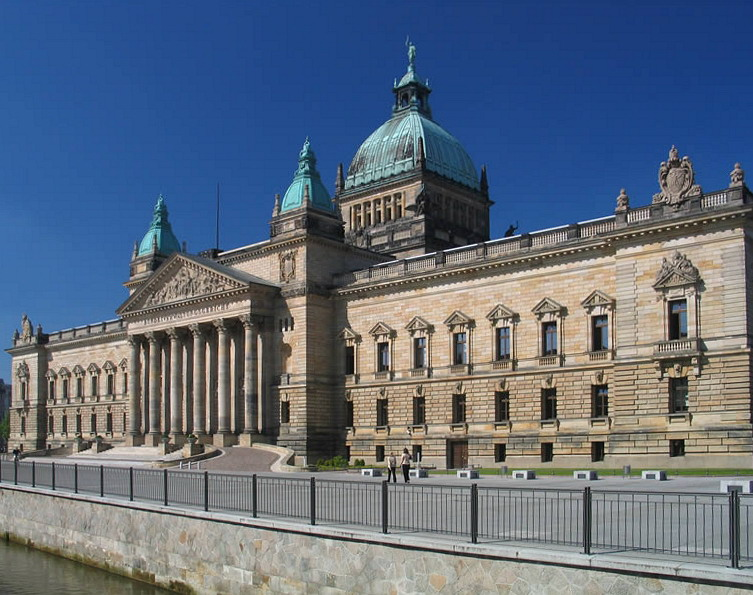
مبنى Reichsgericht في لايبزيغ

Reichsgericht ( تُلفظ بالألمانية: [ˈʁaɪçs.ɡəˌʁɪçt]، كانت محكمة العدل الإمبراطورية) المحكمة الجنائية والمدنية العليا في الرايخ الألماني من 1879 إلى 1945. كان مقرها في لايبزيغ، ألمانيا. تم إنشاء المحكمة العليا عندما دخلت Reichsjustizgesetze (قوانين العدالة الإمبراطورية) حيز التنفيذ وبنت مجموعة واسعة من الفقه القانوني خلال فترة الإمبراطورية الألمانية وجمهورية فايمار. 
خلال صعود الرايخ الثالث، أصبح الرايخسريخت متورطًا بعمق في الأجندة الاشتراكية القومية. حتى أنه شارك في مسائل قانون الزواج النازية قبل سن قوانين نورمبرغ.  خلال الفترة النازية وبعدها، تلقت انتقادات لسهولة، وحتى الاستعداد، والتي قدمت أعلى مستوى من التبرير القانوني الرسمي للبرامج النازية.  مباشرة بعد نهاية الحرب العالمية الثانية تم حل Reichsgericht، وتم إصلاحه في المحكمة العليا الألمانية للمنطقة الاقتصادية الموحدة، ومناطق احتلال الحلفاء في فرنسا والمملكة المتحدة والولايات المتحدة.

## قائمة الرؤساء
|  | {{{officeholder}}} |
|  | {{{officeholder}}} |
|  | {{{officeholder}}} |
|  | {{{officeholder}}} |
|  | {{{officeholder}}} |
|  | {{{officeholder}}} |
|  | {{{officeholder}}} |